# Sint-Lambertuskerk (Ostercappeln)
De Sint-Lambertuskerk (Duits: Kirche St. Lambertus) is een rooms-katholiek kerkgebouw in de Nedersaksische plaats Ostercappeln (Landkreis Osnabrück).

## Bouwgeschiedenis

#### Voorganger
Oorspronkelijk was de kerk een twee traveeën tellende romaanse zaalkerk. In de overgangsperiode van de romaanse naar de gotische architectuur werd de kerk met een koor een transept vergroot. De vensters van het nu kruisvormige gebouw waren rondbogig en in het zuidelijke dwarsschip bevond zich een rondbogig portaal. De oude kerk werd in 1872 afgebroken. Bewaard bleef echter de oorspronkelijk romaanse, in de 13e eeuw gebouwde westelijke toren met de gotische spits.

#### Nieuwe kerk
In de jaren 1869-1874 werd op de plaats van de oude kerk een grotere neogotische kerk naar het ontwerp van de architect Johann Bernhard Hensen gebouwd. Het betreft een drieschepige hallenkerk. De grote spitsbogenvensters zijn van maaswerk voorzien. Het gebrandschilderde raam van het zuidelijk transept stamt uit 1912 en toont de rooms-katholieke politicus Ludwig Windthorst en zijn geboortehuis.

## Interieur
De talrijke kunstwerken in de kerk stammen nog uit de oude voorganger. Het oudste kunstwerk is een laatromaans doopvont uit het midden van de 13e eeuw. Een houten triomfkruis dateert uit het einde van de 14e eeuw, een crucifix van zandsteen uit de 15e eeuw. Het houten beeld van Johannes de Doper werd in 1510 in het atelier van Westfaalse beeldhouwer Evert van Rodens gemaakt. De Madonna met het Jezuskind en een Anna te Drieën werden eveneens in de 16e eeuw gemaakt.

## Orgel
De geschiedenis van orgels in de Sint-Lambertuskerk reikt terug tot in de 17e eeuw. In 1737 bouwde Christian Vater uit Hannover een nieuw instrument, waarvan tegenwoordig nog drie registers resteren. De orgelbouwer Haupt uit Ostercappeln bouwde in 1876 een nieuw instrument, hiervan bleven ook nog negen registers bewaard. Het laatste en huidige orgel werd in 1992 door de orgelbouwer Führer (Wilhelmshaven) gebouwd, waarbij de behouden delen van de oude orgels uit 1737 en 1876 opnieuw werden aangewend. Het instrument bezit 31 registers verdeeld over twee manualen en pedaal. De speel- en registertracturen zijn mechanisch.